# Leucothyreus cruralis
Leucothyreus cruralis är en skalbaggsart som beskrevs av Ohaus 1931. Leucothyreus cruralis ingår i släktet Leucothyreus och familjen Rutelidae. Inga underarter finns listade i Catalogue of Life.